# 扎里奇恰 (謝苗諾夫卡區)
52°16′49″N 32°26′39″E / 52.28028°N 32.44417°E
扎里奇恰（烏克蘭語：Заріччя），是烏克蘭北部的村莊，隸屬切爾尼希夫州的諾夫霍羅德-錫韋爾斯基區。該村面積0.6平方公里，海拔高度139米，2001年人口211，人口密度每平方公里351.67人。